# Džemaludin Alić
Džemaludin Alić (*19. května 1947 Tetovo, okres Zenica, Federativní lidová republika Jugoslávie – 4. září 2017 Saarbrücken, Německo) byl bosenskohercegovský prozaik, básník, kritik a esejista bosňáckého původu.

## Životopis
Základní školu dokončil v Tetovu, gymnázium pak v Zenici. Roku 1972 absolvoval Filozofickou fakultu Univerzity v Sarajevu, obor jugoslávská/jihoslovanská literatura a srbochorvatský jazyk. Během studií pracoval v redakci listu Naši dani (Naše dny), roku 1970 se přestěhoval do Záhřebu, kde pracoval v podnikovém listu společnosti Jugomontaža a současně se stal dopisovatelem sarajevského listu Oslobođenje (Osvobození). Po návratu do bosenskohercegovské metropole působil ve vydavatelství Oslobođenje. Od roku 1993 žil v Německu.

## Dílo
- Tamni kristal (Temný krystal, Zagreb 1969), básnická sbírka
- Razbijanje površine (Rozbíjení povrchu, Sarajevo 1969), básnická sbírka
- Pjev sve tišeg srca (Zpěv utichajícího srdce, Zagreb 1971), básnická sbírka
- Sezona lova (lovecká sezona, Zagreb 1974), básnická sbírka
- Nesanica (Nespavost, Sarajevo 1976), básnická sbírka
- I smrt će proći (I smrt přejde, Zagreb 1978), román
- Put u iskon (Cesta k prvopočátku, Sarajevo, 1979), básnická sbírka
- Trošenje grijeha (Mrhání hříchem, Sarajevo 1980), román
- Zamka za Ishaka Ledinu (Past na Ishaka Ledinu, Sarajevo 1982), sbírka povídek
- tří díla v jedné knize Pjesme [Mubera Pašić, ed. Iso Kalač] / Nesanica, Zamka za Ishaka Ledinu [Džemaludin Alić, ed. Iso Kalač] / Izabrane pjesme [Mile Pešorda, ed. Dževad Karahasan] v edici Savremena književnost naroda i narodnosti BiH u 50 knjiga (Sarajevo 1984/84)
- Komadanje Orfeja: eseji, polemike, kritike i zapisi (Trhání Orfea: eseje, polemiky, kritiky a zápisky, Tuzla 1986)
- Kukci (Hmyz, Banja Luka 1988), román, makedonsky: Skakulci (Skopje 1990)
- Rađanje Atlantide (Zrození Atlantidy, Sarajevo 1988), básnická sbírka
- Demijurg (Demiurg, Tuzla 1989, Zenica 2017), román, pak součást edice Muslimanska književnost XX vijeka (Sarajevo 1991), německy: Demiurg (Blieskastel 1995)
- Sarajevo, oko moje (Sarajevo, oko moje, Split 1992), básnická sbírka
- Devetnaest stoljeća Bosne (Dvanáct století Bosny, autoři: Džemaludin Alić, Mustafa Ćeman, Sarajevo 1998), eseje o dějinách a kultuře
- Amberom ti cvali puti (Jantarem porostlé cesty, Sarajevo 2000)
- Pataren (Pataren, Sarajevo 2001), román, německy: Der Patarener (Blieskastel 2003)
- dvě díla v jedné knize Putnici [Kemal Mahmutefendić, ed. Tvrtko Kulenović] / Sanjar u svetom obilju [Džemaludin Alić, ed. Muhidin Džanko] v edici Bošnjačka književnost u 100 knjiga (Sarajevo 2005)
- Bosna Bosona (Bosna Bosona, Zenica–Sarajevo 2005), básnická sbírka